# 伊藤有司
伊藤 有司（いとう ゆうじ、1987年2月6日 - ）は、日本の元ラグビー選手。

## プロフィール
- 東京都足立区出身。
- ポジションはウィング(WTB)。
- 身長 179cm、体重 91kg
- ニックネームはジョン。
- 関東代表に選ばれたことがある[1]。

## 略歴
2006年、修徳高校卒業後、天理大学に入学する。
2009年、天理大学ラグビー部の副将に就任した。
2010年、天理大学卒業後、クボタスピアーズに加入。同年10月9日に行われたジャパンラグビートップリーグ第5節のサントリーサンゴリアス戦に先発出場で公式戦初出場を果たした。
2020年、現役を引退した。